# Tenuipalpus oxalis
Tenuipalpus oxalis är en spindeldjursart som först beskrevs av Flechtmann 1976.  Tenuipalpus oxalis ingår i släktet Tenuipalpus och familjen Tenuipalpidae. Inga underarter finns listade i Catalogue of Life.